# Prägenital
Prägenital ist ein Begriff der Psychoanalyse. In der Triebtheorie Freuds werden die orale, die anale und die phallische Phase als prägenitale oder präödipale Phase bezeichnet. Dieser prägenitalen Phase folgt dann die erste genitale Phase, in der die Partialtriebe erstmals in ein übergeordnetes Handlungsmuster integriert werden. Diese Entwicklung wird als Genitalisierung bezeichnet. Dann folgt eine Latenzzeit und erst dann kommt es in der zweiten genitalen Phase zur Entwicklung der körperlichen Sexualität.
Die beiden Psychoanalytiker Laplanche und Pontalis haben in ihrem Vokabular der Psychoanalyse für die Begriffe prägenital und präödipal zwei verschiedene Schlagworte vorgesehen und bemängeln, dass sie „häufig verwechselt“ würden. Man solle sie „klar unterscheiden“. Für den Begriff prägenital schlagen sie folgende Definition vor:

„Adjektiv, das die Triebe, die Organisationen, die Fixierungen etc. bezeichnet, die sich auf die Periode der psychosexuellen Entwicklung beziehen, in der das Primat der Genitalzone noch nicht aufgerichtet ist.“

Dieses Adjektiv habe Sigmund Freud 1913 in seiner Schrift Die Disposition zur Zwangsneurose eingeführt. Es habe sich später „stark erweitert“, in „Anwendungsbereich“ und Bedeutung: „In der zeitgenössischen psychoanalytischen Sprache bezeichnet es nicht nur Triebe oder libidinöse Organisationen, sondern Fixierungen, Regressionen auf diese frühen Formen des psychosexuellen Funktionierens.“ Stehen diese Fixierungen im Vordergrund, werde von „prägenitalen Neurosen“ gesprochen.
Für den Begriff präödipal kommen die Autoren zu folgender Definition:

„Kennzeichnet die vor dem Ödipuskomplex gelegene Periode der psychosexuellen Entwicklung; in dieser Periode überwiegt für beide Geschlechter die Anhänglichkeit an die Mutter.“

Dieser Ausdruck erscheine bei Freud „erst sehr spät“. Eine Unterscheidung der Begriffe präödipal und prägenital wird für erforderlich gehalten, weil sich präödipal auf das „Fehlen des ödipalen Dreiecks“ beziehe und somit auf eine „interpersonale Situation“ verweise, während prägenital die „entsprechende Form sexueller Aktivität“ bezeichne.